# 第4特科群
第4特科群（だいよんとっかぐん、JGSDF 4th Artillery Group(Mechanized)）は、陸上自衛隊上富良野駐屯地（北海道空知郡上富良野町）に駐屯していた第1特科団隷下の野戦特科部隊で2024年（令和6年）3月20日に廃止された。

## 概要
第4特科群は1956年（昭和31年）に新編され、通常の師団・旅団特科部隊が有する榴弾砲等よりも重火力・長射程となる203mm砲や多連装ロケットシステムなどを運用する重砲部隊であり、全盛時には最大で4個特科大隊により編成された。その後も時代の変化に合わせ部隊改編・装備変更を行ってきたが、近年の北方重視から西方重視、重砲から長距離射程ミサイルへの転換等を受けて廃止となった。
群長は1等陸佐（二）が充てられ上富良野駐屯地司令を兼任し、駐屯部隊をもって富良野市、上富良野町等の1市4町1村の警備を指揮していた。

## 沿革
- 1956年（昭和31年）1月15日：部隊新編。

1. 第4特科群本部および本部中隊が東千歳駐屯地において編成完結し、第1特科団に編合。
2. 第105特科大隊（東千歳駐屯地）、第113特科大隊（札幌駐屯地）を隷下に編合。
3. 第117特科大隊が東千歳駐屯地において編成完結し、隷下に編合。

- 1958年（昭和33年）6月17日：第120特科大隊が東千歳駐屯地において編成完結し、隷下に編合。
- 1959年（昭和34年）8月20日：第113特科大隊が札幌駐屯地から真駒内駐屯地に移駐。
- 1961年（昭和36年）
  - 2月28日：第113特科大隊（真駒内駐屯地）が廃止。
  - 12月4日：第1特科群第104特科大隊が北千歳駐屯地から上富良野駐屯地に移駐し、隷下に編合。
- 1962年（昭和37年）
  - 3月1日：第4特科群本部および本部中隊が東千歳駐屯地から上富良野駐屯地に移駐[1]。
  - 3月06日：第117特科大隊が東千歳駐屯地から上富良野駐屯地に移駐。
  - 3月13日：第120特科大隊が東千歳駐屯地から上富良野駐屯地に移駐。
  - 7月10日：第105特科大隊が東千歳駐屯地から美幌駐屯地に移駐。
- 1969年（昭和44年）3月25日：第105特科大隊（美幌駐屯地）が廃止。
- 1979年（昭和54年）3月26日：第117特科大隊の装備が74式自走105mmりゅう弾砲に換装。
- 1984年（昭和59年）3月26日：第301多連装ロケット中隊（75式130mm自走多連装ロケット弾発射機装備）が上富良野駐屯地に新編、隷下に編合。
- 1985年（昭和60年）3月20日：第120特科大隊の装備が203mm自走榴弾砲に換装。
- 1988年（昭和63年）3月25日：第104特科大隊の装備が203mm自走榴弾砲に換装。
- 1995年（平成07年）3月20日：第301多連装ロケット中隊（上富良野駐屯地）が廃止。
- 2000年（平成12年）3月28日：部隊新編等。

1. 第117特科大隊（上富良野駐屯地）が廃止・改編され、第131特科大隊（多連装ロケットシステム装備）を上富良野駐屯地に新編、隷下に編合。
2. 後方支援体制変換に伴い、整備部門を北部方面後方支援隊第101特科直接支援大隊第2直接支援中隊へ移管。

- 2017年（平成29年）3月26日：第120特科大隊（上富良野駐屯地：203mm自走榴弾砲装備）が廃止。
- 2024年（令和06年）3月20日：第4特科群（上富良野駐屯地）が廃止[2][3]。

1. 第104特科大隊（上富良野駐屯地）が廃止。国内で運用される203mm自走榴弾砲が全て退役[4]。
2. 第131特科大隊を第4特科群から第1特科群隷下に編成替え。
3. 上富良野駐屯地司令職を第2戦車連隊長に移譲。

## 廃止時の警備隊区
上富良野警備隊区担当部隊長：第4特科群長
- 第104特科大隊：富良野市[6]
- 第131特科大隊：南富良野町、占冠村[7]
- 第2戦車連隊：上富良野町
- 第3地対艦ミサイル連隊：中富良野町
- 第14施設群：美瑛町

## 廃止時の部隊編成
- 第4特科群本部
- 第4特科群本部中隊「4特群-本」
- 第104特科大隊
  - 第104特科大隊本部
  - 本部管理中隊「104特-本」
  - 第1射撃中隊「104特-1」：203mm自走榴弾砲、87式砲側弾薬車
  - 第2射撃中隊「104特-2」：203mm自走榴弾砲、87式砲側弾薬車
  - 第3射撃中隊「104特-3」：203mm自走榴弾砲、87式砲側弾薬車

- 第131特科大隊
  - 第131特科大隊本部
  - 本部管理中隊「131特-本」
  - 第1射撃中隊「131特-1」：多連装ロケットシステム
  - 第2射撃中隊「131特-2」：多連装ロケットシステム
  - 第3射撃中隊「131特-3」：多連装ロケットシステム

## 整備支援部隊
- 北部方面後方支援隊第101特科直接支援大隊第2直接支援中隊「101特直支-2」（上富良野駐屯地）：2000年（平成12年）3月28日から2024年（令和6年）3月20日まで

## 歴代の群長
| 代 | 氏名       | 在職期間                                                   | 前職                                            | 後職                                            |
| -- | ---------- | ---------------------------------------------------------- | ----------------------------------------------- | ----------------------------------------------- |
| 01 | 田中兼光   | 1956年01月15日 - 1959年07月31日                            | 第1特科団付                                     | 第3管区総監部付                                 |
| 02 | 佐賀勝郎   | 1959年08月01日 - 1962年04月09日                            | 陸上自衛隊高射学校総務課長                      | 陸上自衛隊高射学校付                            |
| 03 | 高杉恭自   | 1962年04月10日 - 1963年07月31日                            | 陸上幕僚監部第2部情報計画班長 兼 収集班長       | 北部方面総監部第3部長                           |
| 04 | 曲寿郎     | 1963年08月01日 - 1964年07月15日                            | 陸上幕僚監部付                                  | 防衛研修所所員                                  |
| 05 | 市来陸紀   | 1964年07月16日 - 1966年07月15日 ※1966年07月01日 陸将補昇任 | 陸上幕僚監部第3部防衛班長                       | 中部方面総監部幕僚副長                          |
| 06 | 西依嘉彦   | 1966年07月16日 - 1968年07月15日                            | 第1特科団本部高級幕僚                           | 陸上幕僚監部厚生課長                            |
| 07 | 田中潔     | 1968年07月16日 - 1970年07月15日                            | 陸上幕僚監部第3部編成班長                       | 陸上幕僚監部監理部副部長                        |
| 08 | 大松和三郎 | 1970年07月16日 - 1972年03月15日                            | 統合幕僚会議事務局第3幕僚室勤務                 | 陸上幕僚監部第3部業務計画班長                   |
| 09 | 佐藤久美   | 1972年03月16日 - 1974年03月15日                            | 陸上幕僚監部第5部教材班長                       | 第13師団司令部幕僚長                            |
| 10 | 宗雪美敏   | 1974年03月16日 - 1976年03月15日                            | 陸上自衛隊幹部学校学校教官                      | 第2教育団副団長                                 |
| 11 | 一色敏郎   | 1976年03月16日 - 1978年03月15日                            | 陸上自衛隊幹部学校学校教官                      | 第1特科団副団長                                 |
| 12 | 矢野龍男   | 1978年03月16日 - 1979年07月31日                            | 第1特科団本部高級幕僚                           | 第11師団司令部幕僚長                            |
| 13 | 森野安弘   | 1979年08月01日 - 1981年03月15日                            | 陸上幕僚監部防衛部防衛課 業務計画班長           | 北部方面総監部防衛部長                          |
| 14 | 吉崎格     | 1981年03月16日 - 1983年03月15日                            | 防衛研修所所員                                  | 東北方面総監部防衛部長                          |
| 15 | 宮中正壽   | 1983年03月16日 - 1985年08月07日                            | 陸上幕僚監部調査部調査第1課長                   | 防衛研究所所員                                  |
| 16 | 小川敏彦   | 1985年08月08日 - 1988年03月15日                            | 統合幕僚学校学校教官                            | 第6師団司令部幕僚長                             |
| 17 | 磯島恒夫   | 1988年03月16日 - 1989年03月15日                            | 陸上幕僚監部防衛部防衛課防衛班長                | 陸上幕僚監部防衛部防衛課長                      |
| 18 | 澤田徹夫   | 1989年03月16日 - 1991年03月15日                            | 陸上幕僚監部防衛部防衛課 業務計画班長           | 自衛隊鳥取地方連絡部長                          |
| 19 | 野中光男   | 1991年03月16日 - 1992年06月15日                            | 陸上幕僚監部調査部調査第2課 調査第2班長         | 陸上幕僚監部人事部補任課長                      |
| 20 | 三島忠雄   | 1992年06月16日 - 1994年07月31日                            | 陸上幕僚監部防衛部研究課勤務                    | 陸上自衛隊富士学校総合研究開発部 主任研究開発官 |
| 21 | 佐藤喜久二 | 1994年08月01日 - 1997年03月25日                            | 陸上幕僚監部調査部調査第1課 業務班長            | 東北方面総監部調査部長                          |
| 22 | 伊藤道彦   | 1997年03月26日 - 1999年07月08日                            | 陸上自衛隊富士学校特科部教育課長                | 防衛大学校訓練部訓練課長                        |
| 23 | 片山和美   | 1999年07月09日 - 2002年07月31日                            | 陸上幕僚監部防衛部研究課分析室長                | 自衛隊兵庫地方連絡部長                          |
| 24 | 光永邦保   | 2002年08月01日 - 2004年07月22日                            | 陸上幕僚監部人事部補任課 人事第2班長            | 自衛隊大分地方連絡部長                          |
| 25 | 市野保己   | 2004年07月23日 - 2006年12月05日                            | 陸上幕僚監部教育訓練部 教育訓練課教育班長       | 東北方面総監部防衛部長                          |
| 26 | 徳川泰久   | 2006年12月06日 - 2008年07月31日                            | 陸上自衛隊幹部学校教官                          | 陸上幕僚監部防衛部防衛課勤務                    |
| 27 | 鈴木直栄   | 2008年08月01日 - 2010年07月25日                            | 統合幕僚監部運用部運用第2課 訓練班長            | 陸上幕僚監部監理部総務課長                      |
| 28 | 叶謙二     | 2010年07月26日 - 2012年03月31日                            | 陸上幕僚監部装備部装備計画課 補給管理班長       | 陸上自衛隊研究本部主任研究開発官                |
| 29 | 大場剛     | 2012年04月01日 - 2014年03月22日                            | 陸上幕僚監部教育訓練部 教育訓練課訓練・演習班長 | 陸上自衛隊研究本部主任研究開発官                |
| 30 | 山﨑誠一   | 2014年03月23日 - 2016年03月22日                            | 東部方面総監部防衛部防衛課長                    | 陸上幕僚監部人事部人事計画課 給与室長           |
| 31 | 岸良知樹   | 2016年03月23日 - 2017年07月31日                            | 陸上幕僚監部教育訓練部 教育訓練計画課企画班長   | 陸上幕僚監部人事教育部補任課長                  |
| 32 | 神園雄一   | 2017年08月01日 - 2019年08月22日                            | 陸上幕僚監部人事教育部 人事教育計画課企画室長   | 陸上幕僚監部監理部総務課長                      |
| 33 | 德留貴弘   | 2019年08月23日 - 2022年07月31日                            | 第5旅団司令部第3部長                            | 陸上自衛隊富士学校特科部教育課長                |
| 34 | 瀬尾匡則   | 2022年08月01日 - 2023年07月31日                            | 北部方面総監部人事部人事課長                    | 陸上自衛隊教育訓練研究本部勤務                  |
| 末 | 渡邉邦嘉   | 2023年08月01日 - 2024年03月20日                            | 第1特科群長                                     | 統合幕僚学校国際平和協力センター長              |

## 主要装備
- 203mm自走榴弾砲
- 87式砲側弾薬車
- 多連装ロケットシステムMLRS
- 82式指揮通信車
- 1/2tトラック / 73式小型トラック
- 1 1/2tトラック / 73式中型トラック
- 3 1/2tトラック / 73式大型トラック
- 89式5.56mm小銃

過去の装備品
- 203mm自走榴弾砲
- 74式自走105mmりゅう弾砲
- 75式130mm自走多連装ロケット弾発射機

## 廃止部隊
- 1961年（昭和36年）2月28日廃止
  - 第113特科大隊「113特-本」：
- 1969年（昭和44年）3月25日廃止
  - 第105特科大隊「105特-本」：1954年（昭和29年）7月1日新編。
- 1995年（平成7年）3月20日廃止
  - 第301多連装ロケット中隊「301多」：1984年（昭和59年）3月26日新編。
- 2000年（平成12年）3月28日廃止
  - 第117特科大隊「117特-本」：1956年（昭和31年）1月15日新編。
- 2017年（平成29年）3月26日廃止
  - 第120特科大隊「120特-本」：1958年（昭和33年）6月17日新編。